# Magwengiella obtusa
Magwengiella obtusa är en stekelart som beskrevs av Heinrich 1938. Magwengiella obtusa ingår i släktet Magwengiella och familjen brokparasitsteklar. Inga underarter finns listade i Catalogue of Life.